# Corpo sanitario aeronautico
Il Corpo sanitario aeronautico (C.S.A.) è il corpo di sanità militare dell'Aeronautica Militare italiana.
Esso conta oggi circa 270 Ufficiali Medici. Gli infermieri non fanno parte del Corpo Sanitario, ma appartengo o alla categoria Operatori Sanitari Specializzati.

## Storia

### Primo Novecento
Già dagli albori del volo, con gli aerostati prima e gli aeroplani poi, furono studiate le modificazioni dell'ambiente in quota (diminuzione della pressione atmosferica, carenza di ossigeno) e gli stress tipici di piloti ed equipaggi (accelerazioni, disorientamento, fatica operazionale), tanto da rendere indispensabile un servizio di medicina interamente concentrato su questa particolare categoria di lavoratori.
Si crearono così i presupposti per la nascita di una nuova specializzazione, la Medicina Aeronautica, nel nucleo originario di ricercatori nel campo della fisiopatologia d'alta montagna, inizialmente guidata dal torinese Angelo Mosso, oggi considerato il padre delle discipline aeromediche.
Si comprese che, studiando le cause e analizzando i rischi, l'armonizzazione di discipline mediche differenti avrebbe potuto individuare le caratteristiche psicofisiche indispensabili perché un pilota potesse avventurarsi in aria, e accrescere con l'addestramento e la tecnologia la resistenza alle inusitate sollecitazioni che il volo comportava.
Il primo a comprendere la ristrettezza dei requisiti necessari per un pilota d'aeroplano fu forse, già nel 1914, il tenente di Cavalleria del Regio Esercito Luigi Falchi, primo medico pilota e antesignano dei moderni Medici di Stormo. Egli coniugò la sua formazione medica con la sua esperienza di aviatore per sancire che l'abilità al volo era possibile solo con determinati requisiti di "ereditarietà, costituzione organica e allenamento"

### Prima guerra mondiale
Durante la Grande Guerra le istruzioni per la selezione per l'idoneità al pilotaggio prevedevano soltanto:
- Salute, vista, udito ottimi;
- Peso non superiore a kg. 75.

Un esempio tanto chiaro di sintesi, unito alle gravi limitazioni tecniche del tempo, scaturirono in svariati incidenti di volo.
Il Comando Supremo del Regio Esercito affidò al Padre francescano Agostino Gemelli, noto medico e psicologo, e al professor Amedeo Herlitzka, fisiologo triestino, il compito di individuare più completi requisiti per l'idoneità al volo, costituendo a Roma e a Torino appositi Gabinetti per le Ricerche Psicofisiologiche sull'Aviazione. Essi adoperarono due metodi d'indagine:
- un debriefing a viva voce da parte dei piloti, che avevano l'obbligo di riportare qualunque disturbo avessero sofferto in azione;
- una diretta esperienza di volo da parte dei medici ricercatori.

Fu subito chiara l'esigenza di individuare nei candidati al titolo di pilota la presenza di certe qualità caratteristiche, di assoluta eccellenza fisica e psicologica – in particolare una coordinazione neuromotoria superiore alla norma – che si affiancassero alle generali condizioni di buona salute, soprattutto a livello cardiovascolare e respiratorio.
Proprio a partire da una migliore selezione degli aspiranti piloti, basata su accertamenti clinici e strumentali costanti e standardizzati, già dal 1916 si notò una riduzione dell'infortunistica aviatoria, oltre che un miglioramento negli effetti dell'addestramento dei piloti.
La prima forma di aviotrasporto sanitario risale al 1917, con le ingegnose gondole portaferiti montate sul Caproni Ca.50, un prototipo che fu realizzato in unico esemplare, e del quale non è noto se sia mai stato utilizzato sul campo.

### Tra le due guerre
Il 28 marzo 1923 venne costituita l'Aeronautica Militare come Forza Armata autonoma.
L'8 ottobre 1925 venne istituito il Servizio Sanitario Aeronautico, nel quale prestavano per il momento servizio ufficiali medici del Regio Esercito e della Regia Marina. Venne delineata la struttura organizzativa sanitaria centrale, territoriale e periferica, tuttora in vigore nelle sue generalità, e un Comitato centrale per gli studi sanitari aeronautici e gli Istituti medico-legali per l'Aeronautica.
Il servizio aveva, come del resto ha tuttora, tre aree d'attività:
- quella assistenziale e di supporto logistico e sanitario, comprendente il trasporto aereo urgente di ammalati e traumatizzati;
- quella di studio e ricerca nell'ambito della fisiopatologia degli avieri in servizio e sul lungo termine, da cui sarebbe scaturito naturalmente il servizio di formazione e addestramento del personale;
- quella medico-legale, volta alla selezione e al giudizio di idoneità al volo, militare e civile, e alle attività collaterali.

Dalla seconda metà degli anni 1920 vennero creati dunque i quattro Istituti Medico-Legali dell'Aeronautica, a Milano, Roma, Firenze e Napoli. L'Istituto Medico-Legale di Roma, in particolare, venne posto nell'attuale sede di via Piero Gobetti, un edificio di gusto razionalista ancora perfettamente funzionante allo scopo.
Presso il Centro Sperimentale di Montecelio permaneva poi una Sezione dedicata alla sperimentazione aeromedica, dove lo stesso Padre Gemelli pilotò un velivolo-laboratorio Caproni a doppio comando, per ricerche di psicofisiologia. I test per la valutazione della funzionalità dei diversi apparati, con un approccio multidisciplinare ed applicativo, ebbero ricadute anche sulla nascente medicina del lavoro.
Essenziale fu il contributo del Centro per lo studio della tuta elastica di derivazione subacquea che fu usata dal maggiore Mario Pezzi il 7 maggio 1937 per conseguire il primato di 15.655 metri di altitudine con un aeroplano a elica, tuttora imbattuto
Il primo convegno di Medicina Aeronautica risale al 1937, a Milano, e fu l'occasione per presentare il primo velivolo concepito per il trasporto aeromedico, un Caproni Ca.133.
Il Corpo Sanitario Aeronautico nacque a seguito della Legge 1501 del 25 giugno 1937 e fu organicamente istituito dalla Legge 1174 del 16 giugno 1938. In questo stesso anno nacque il centro studi e ricerche di medicina aeronautica, istituzione medico-scientifica con sedi a Guidonia, Torino e Milano, affidate congiuntamente a Ufficiali Medici ed eminenti cattedratici, allo scopo di dettare le linee guida per l'attività degli Istituti Medico-Legali deputati alla certificazione sia dei piloti militari, sia del personale dell'aviazione civile.

### La seconda guerra mondiale
L'entrata in guerra dell'Italia nel 1940 portò alla ridislocazione dei Reparti Sanitari dell'Aeronautica sui vari fronti, con un'intensa attività di aeroevacuazione di feriti e pazienti dalle zone di guerra: sono documentati, nel corso dell'intero conflitto, 17.336 trasporti d'emergenza di personale militare e civile, italiano e straniero, alleato o nemico.
Compito essenziale di tutti i Corpi sanitari delle Forze Armate era anche la profilassi da malattie infettive e tropicali, quali tifo, malaria, parassitosi.
Il compito del recupero di naufraghi fu soprattutto affidato all'idrovolante CANT Z.506.
Risale al 1942 la pubblicazione del Trattato di Medicina Aeronautica, redatto col contributo degli Ufficiali del Corpo Sanitario Aeronautico specialisti in varie discipline e che costituì per un decennio lo stato dell'arte della ricerca italiana in questo campo.
Furono costituiti nuovi Istituti di Medicina Legale Aeronautica ad Addis Abeba, Padova e Ferrara, oltre a nosocomi specializzati in chirurgia e ortopedia accessibili al personale aeronautico, presso l'attuale ospedale San Camillo-Forlanini di Roma e a Monte Urpinu, nelle vicinanze di Cagliari, in locali sotterranei protetti.
Il CSA subì diverse perdite nel conflitto: 17 Ufficiali Medici, 46 Sottufficiali Aiutanti di Sanità caduti, e innumerevoli prigionieri e deportati. Grandi furono le ricompense:
- 1 Medaglia d'oro al Valor Militare;
- 10 Medaglie d'argento al Valor Militare;
- 37 Medaglie di bronzo al Valor Militare;
- 87 Croci di guerra al Valor Militare

La Medaglia d'oro fu conferita, postuma, al capitano medico Aldo Di Loreto, giustiziato sommariamente il 12 novembre 1943.; da allora, il suo nome fu attribuito all'Istituto Medico-Legale di Roma.

### Il dopoguerra e la ricerca spaziale
Risale al 1947 la costituzione ufficiale del Servizio di Soccorso Aereo, denominato con l'acronimo inglese SAR (Search and Rescue), finalizzato non più esclusivamente al soccorso di naufraghi e superstiti di incidenti aerei, ma soprattutto al trasporto aeromedico d'urgenza e al soccorso di popolazioni colpite da calamità naturali, in collaborazione con la Protezione Civile. I velivoli impiegati erano spesso di derivazione statunitense:
- Grumman HU-16 Albatross;
- Bell 47, utilizzato anche per l'addestramento delle Infermiere Volontarie della Croce Rossa;
- Sikorsky S-51.

Nel 1951 venne ricostituito, a fianco dell'Istituto di Medicina Legale di Roma di via Piero Gobetti, il nuovo Centro studi e ricerche di medicina aeronautica, erede dei Centri d'anteguerra.
Il Corpo sviluppò nel tempo, grazie alle esperienze belliche e a quelle relative alla protezione civile, quelle dottrine, capacità e procedure che in ambito NATO erano considerate indispensabili in materia di evacuazione sanitaria (MEDEVAC) aeromedica.
Inoltre, si inaugurarono nuovi filoni di attività, come le procedure di rischieramento fuori dai confini nazionali, dimostrate più volte nel corso delle missioni militari italiane all'estero – soprattutto a partire dal 1982 con la missione Italcon – e la medicina aerospaziale.
A questo proposito, nel 1956 fu innalzata nel Centro di Medicina Aeronautica una torre di subgravità alta 22 metri, la quale consente di realizzare veri stati di subgravità, sia pure di breve durata, preceduti e seguiti da accelerazioni, per mezzo di un sedile cabinato capace di muoversi lungo l'asse verticale grazie alla retrazione di elastici a esso ancorati.
Nel 1959 il Centro Studi si dotava di una centrifuga per esperimenti sull'uomo, acquisita in Germania e dotata di un braccio rotante di 6 metri, usata per esperimenti di accelerazione fino al limite teorico di 20 volte l'accelerazione di gravità, poi aggiornata nel 1972 grazie alla nuova gondola ideata dall'allora colonnello ingegnere Licio Giorgieri.
Fu successivamente creato, nel 1961, un asse di subgravità per lo studio dei movimenti corporei e delle variazioni di consumo energetico nella locomozione in condizioni di ridotta gravità, per mezzo di un elastico legato a una complessa imbracatura avvolta attorno al soggetto studiato. Esso permise i primi studi per la deambulazione sul suolo lunare.
Personale sanitario dell'Aeronautica prese parte attivamente al Progetto San Marco per il lancio di satelliti scientifici in orbite equatoriali.
Nel 1983 l'Italia poté ottenere il primo esperimento di medicina spaziale grazie al trasporto di un complesso apparato di balistocardiografia, concepito e realizzato dal generale medico Aristide Scano, a bordo dello Space Shuttle Columbia nel corso della missione STS-9.
L'Istituto Medico-Legale Aldo di Loreto di Roma ha poi effettuato tutti gli accertamenti psicofisici dei candidati astronauti nazionali: Franco Malerba, Roberto Vittori, Luca Parmitano tra i tanti.
In particolare, nel 2005 tre Ufficiali Medici – il Tenente Colonnello Francesco Torchia, i Capitani Paola Verde e Angelo Landolfi – hanno conseguito la qualifica di Space Flight Surgeon ("Chirurgo Spaziale") presso il centro addestramento cosmonauti Jurij Gagarin di Città delle Stelle, città chiusa della Russia occidentale In questo contesto i tre ufficiali italiani hanno potuto apprendere le usuali procedure di intervento, direttamente dalle mani degli esperti: 
- requisiti di selezione e addestramento dei cosmonauti;
- gestione da terra dei problemi sanitari del personale in volo;
- la riabilitazione che segue il rientro a terra dopo lunghi periodi di microgravità.

Nella stessa occasione fu affidato al colonnello Vittori un esperimento per la missione Sojuz TMA-6, predisposto dal Reparto Medicina Aeronautica e Spaziale di Pratica di Mare, riguardante la percezione della posizione del corpo umano nello spazio.

### Il biocontenimento nel trasporto aeromedico
Il trasporto sanitario è uno dei compiti elettivi della Forza Armata ed è un servizio attivo, senza soluzione di continuità, in collaborazione coi principali istituti ospedalieri del Paese. Il trasferimento aeromedico avviene solitamente con velivoli del 31º o del 14º Stormo, ancora coi mezzi da trasporto della 46ª Brigata aerea.
Pur essendo per vocazione impegnato nella gestione di pazienti in grave e imminente pericolo di vita, a partire dal 2005 il Corpo Sanitario Aeronautico ha concentrato parte delle sue forze nello studio e nell'implementazione di tecnologie capaci di affrontare la movimentazione di pazienti altamente contagiosi, per esempio affetti da ebola, febbre emorragica, SARS o colera.
A partire dal 2009, anche grazie a protocolli di sicurezza elaborati in collaborazione con l'Istituto nazionale per le malattie infettive di Roma e l'Ospedale Luigi Sacco di Milano, l'Aeronautica si è presa carico di formare gli equipaggi e realizzare le attrezzature necessarie all'isolamento totale dei pazienti, come le barelle ATI (Air Transit Isolator) e STI (Stretcher Transit Isolator): esse sono strutture di alluminio e PVC dotate di filtri e pressurizzazione negativa, energeticamente autosufficienti, e tali da consentire ai sanitari di intervenire sul paziente senza venire a contatto con fluidi biologici o aria contaminata.
Le dotazioni a disposizione della Forza Armata per il trasporto in biocontenimento assoluto sono costituite, al momento (novembre 2014), da due barelle di tipo ATI e altrettante STI, a cui si aggiungono altri cinque sistemi N-36, analoghi alle barelle ATI, ma certificati per l'impiego su breve tratta e caricabili anche a bordo di elicotteri AB-212 e AW-139. In attesa del dispiegamento, i dispositivi si trovano presso l'Infermeria Principale di Pratica di Mare, ove opera il "Gruppo di Protezione Medica", ossia un gruppo di medici specialisti e personale infermieristico specializzato, abilitati al pronto impiego a bordo di aeromobili.
I velivoli adibiti al trasporto aereo in biocontenimento assoluto sono i C-130J Hercules e i C-27J Spartan in dotazione all'Aeronautica, ai quali si è aggiunto un KC-767A del 14º Stormo.

## Elenco delle operazioni fuori area
- 1953 – Isole Ionie. Il CSA porse aiuto in occasione del violento sisma che colpì gravemente Itaca, Cefalonia e Zante.[13]
- 1956 – Ungheria. un contingente composto da 6 Ufficiali Medici e 6 Aiutanti di Sanità intervenne in Ungheria, sotto egida della Croce Rossa Internazionale, nell'assistenza degli sfollati dalle città ungheresi in occasione della rivoluzione.[14]
- 1961 – ex Congo Belga. L'Aeronautica Militare intervenne nell'operazione ONUC di aiuti umanitari nel Paese, martoriato dalla guerra civile. Un C-119 viene attaccato dai mercenari di Ciombe nell'aeroporto di Kindu, dove si trovava per scaricare provviste per il piccolo contingente ONU che ne controllava l'aeroporto. Tredici aviatori vengono trucidati. Tra questi, il Tenente medico Francesco Paolo Remotti, di 29 anni.[15]

Gli interventi dal 1990 in poi hanno seguito le specifiche NATO per il supporto campale con installazioni che fossero almeno di categoria Role 1:
- 1990-1991 – Emirati Arabi Uniti e Turchia. Il CSA era approntato in due basi della coalizione ONU in azione durante la Prima Guerra del Golfo: presso al-Dhafrah, nell'emirato di Abu Dhabi, integrato nell'Operazione Locusta, in supporto ai Tornado IDS, e presso Incirlik, nel sud della Turchia, in assistenza a un reparto di difesa aerea composto da F-104.[17]
- 1993 – Somalia. Nell'ambito dell'operazione Restore Hope, il CSA si dislocò all'Aeroporto di Mogadiscio.[18]
- 1997 – Albania. L'Aeronautica Militare schierò propri contingenti di sicurezza e sanitari all'Aeroporto di Tirana, nel corso dell'Operazione Alba in soccorso alla popolazione flagellata dai disordini civili di quell'anno.[19]
- marzo 1999 – Kosovo. Il 1º ROA (Reparto Operativo Autonomo) A.M.I.KO. (Aeroporto Militare Italiano in Kosovo) è stato aperto in concomitanza coi lavori di espansione dell'aviosuperficie di Giacovizza, operata dalle forze NATO-KFOR. La sua missione è terminata il 20 dicembre 2013, con un passaggio di consegne ufficiale.[20]
- aprile 2000 – Albania. Gruppo ALBIT di Valona, operativo fino al gennaio 2003.[21]
- maggio 2000 – aeroporto di Pristina. Qui ha operato il 2º ROA fino all'aprile 2003.
- ottobre 2000 – Macedonia. Il CSA interviene col proprio personale nel KFOR Rear Headquarters di Skopje, e vi rimane fino al marzo 2001.
- novembre 2000 – Eritrea. Il 3º ROA ha lavorato presso l'Aeroporto di Asmara fino al novembre 2002.[22]
- giugno 2002 – Afghanistan. Il 4º ROA Restò operativo fino al dicembre 2002 presso l'Aeroporto di Bagram.
- ottobre 2002 – Kirghizistan. Presso l'aeroporto di Manas prese posto il 5º ROA, in supporto del contingente italiano inquadrato nella forza di stabilizzazione dell'Afghanistan ISAF. Restò operativo fino al settembre 2003. Fu significativo un intervento di aviotrasporto su un C-130J appositamente autorizzato dalle autorità italiane, di tre bambini leucemici per un trapianto di midollo osseo presso l'Ospedale oncologico pediatrico di Padova.
- giugno 2003 – Iraq. L'Aeronautica e il 6º ROA si sono dislocati all'aeroporto di Tallil nel più ampio quadro dell'Operazione Antica Babilonia, dove sono rimasti in operazione fino al novembre 2006.[23][24]
- marzo 2003 – Emirati Arabi Uniti, 7º ROA con Ufficiale medico anestesista presso il nucleo della Croce Rossa Italiana 'Aeromedical Staging Unit (unità di supporto preliminare per il trasporto aereo sanitario) presso l'aeroporto di Al Bateen[25]. L'unità è tuttora funzionante.
- aprile 2005 – Task Force Aquila presso l'aeroporto di Herat[26]. Il contingente è ancora attivo, e assorbe tuttora personale sanitario aeronautico[27].
- novembre 2009 – Mali. Nel corso dell'Operazione Ridare la Vita medici della ONG “Associazione Fatebenefratelli per i Malati Lontani” (AFMAL), uniti a personale sanitario e organizzativo aeronautico, hanno dispensato cure oftalmologiche e praticato interventi chirurgici urgenti alla popolazione della cittadina di Gao, nell'est del Paese.[28]
- novembre 2010 – Uganda. Sotto la coordinazione del CSA un distaccamento di medici militari e civili hanno costituito una compagine interforze per fornire supporto medico e chirurgico presso l'ospedale St. Joseph di Kitgum.[29]

## Organizzazione
Il Capo del Corpo Sanitario Aeronautico è posto alle dirette dipendenze del Capo di Stato Maggiore dell'Aeronautica Militare. Egli decide formazione e profili d'impiego del personale sanitario, provvedendo all'elaborazione dei programmi di studio.

### Il servizio sanitario
La responsabilità degli studi e dei programmi nel settore sanitario dell'A.M., invece, sono responsabilità del Capo del Servizio Sanitario del Comando Logistico. Si tratta di una complessa struttura da cui dipendono le proposte di impiego del personale sanitario dell'Aeronautica, l'approvvigionamento di materiali e mezzi, la pianificazione finanziaria e la medicina legale.
Per questi compiti il Capo Servizio ha a disposizione come consulente tecnico un Brigadier Generale medico in qualità di vice Capo cervizio, e quattro uffici di staff, diretti da altrettanti Colonnelli medici.

### Ruoli
Il Corpo comprende Ufficiali Medici, Ufficiali Psicologi, Biologi, Odontoiatri,  Sottufficiali Infermieri (se laureati in infermieristica) e delle altre Professioni Sanitarie.
Il Corpo Sanitario si suddivide in Ruolo Normale e Ruolo Speciale:
Il personale del Ruolo Normale viene impiegato nei seguenti settori:
- Medicina e Chirurgia.

Il personale del Ruolo Speciale viene impiegato nei seguenti settori:
- Biologo;
- Coadiutore Sanitario;
- Medicina e Chirurgia;
- Odontoiatria;
- Psicologo.

### Arruolamento

Distintivo a forma d'aquila per ufficiali membri del CSA.

Gli ufficiali del ruolo normale (C.S.A.r.n.) provengono dai corsi normali dell'Accademia Aeronautica (dove frequentano un corso di sei anni) o dai concorsi per ufficiali a nomina diretta. In quest'ultimo caso, essi devono essere in possesso della laurea magistrale in Medicina e Chirurgia, dell'abilitazione per l'esercizio della professione medica, e hanno superato un corso della durata di 15 settimane circa direttamente all'interno dell'Accademia Aeronautica di Pozzuoli.
Il loro grado di nomina è tenente.
Gli ufficiali del ruolo speciale (C.S.A.r.s.), ugualmente in possesso della laurea in Medicina  Psicologia, Biologia, Odontoiatria e della prescritta abilitazione, e vengono direttamente nominati col grado di sottotenente, al termine del processo di selezione e dopo un corso di circa 8 settimane.
I sottufficiali infermieri o delle professioni sanitarie (A.A.r.ma./OP.SAN.SPEC.) si qualificano presso la Scuola marescialli dell'Aeronautica Militare di Viterbo come Operatore Sanitario Specializzato, previo conseguimento della laurea in infermieristica presso l'Università di Roma La Sapienza. I frequentatori dei corsi normali della Scuola ottengono il titolo di maresciallo di terza classe.
In alternativa, gli Infermieri già laureati possono accedere ai concorsi a nomina diretta per maresciallo di terza classe.

### Istituti di Medicina Aeronautica e Spaziale (IMAS)

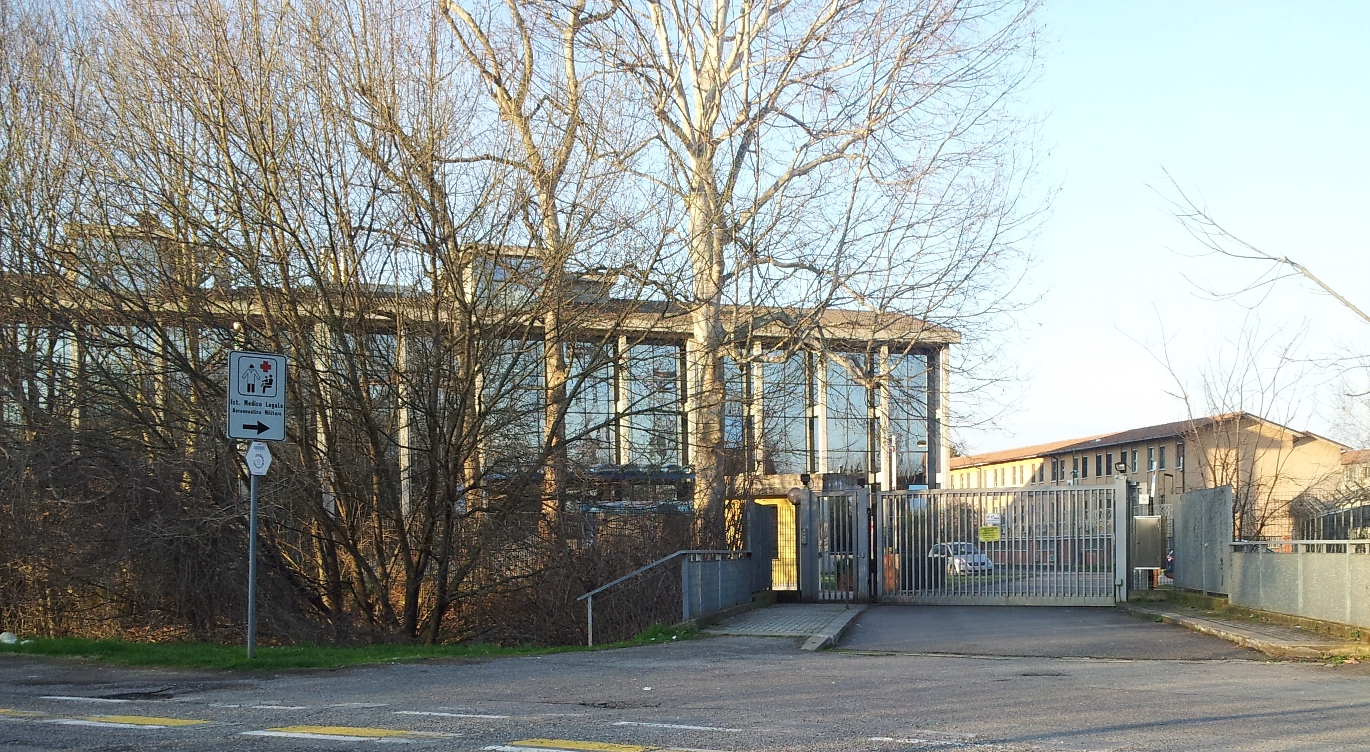
L'entrata dell'IMA di Milano, nel distaccamento aeronautico.

Gli Istituti di Medicina Aeronautica e Spaziale (già Istituti Medico-Legali) per l'Aeronautica Militare sono due:
- IMA Angelo Mosso di Milano;
- IMA Aldo di Loreto di Roma.

Essi si occupano della selezione iniziale e del controllo periodico di piloti, navigatori ed equipaggi di volo, sia dell'Aeronautica che altre Forze Armate e Corpi Armati dello Stato, oltre che dei piloti e assistenti di volo dell'Aviazione Civile.
Inoltre, si occupano di verificare l'idoneità psicofisica del personale a terra dell'Aeronautica e le indagini sulla resistenza agli ambienti estremi (quali la selezione dei candidati astronauti).
Quanto al riesame dei giudizi emessi dagli IMA, il Servizio Sanitario dell'Aeronautica dispone di una Commissione Sanitaria di Appello per l'Aeronautica Militare a Roma.

### Infermerie Principali

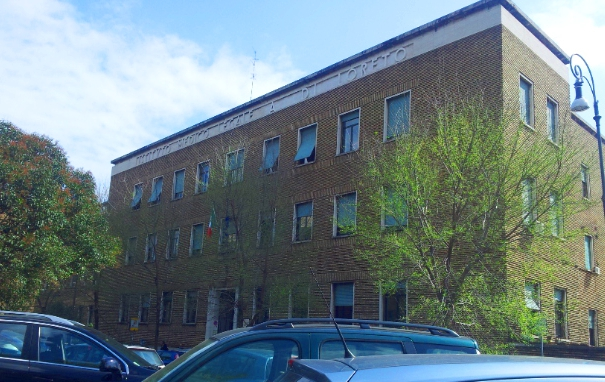
L'IMA di Roma oggi, a poca distanza da Palazzo Aeronautica

Il Servizio Sanitario dell'Aeronautica annoverava 5 Infermerie Principali, deputate alla erogazione di consulenze polispecialistiche e terapie a favore di tutto il personale militare e civile della Difesa, compresi i parenti diretti, promuovendo campagne di prevenzione in materia di malattie cardiache, tumori, salute dentale e ginecologia. Attualmente 4 sono state riconvertite in Infermerie di Corpo di vari Enti e Reparti, e ne resta solo una alle dirette dipendenze del Servizio Sanitario dell'Aeronautica Militare:
- Infermeria di Corpo di Milano (ora dipendente dal CSAM);
- Infermeria di Roma (ora dipendente dal COMSEV di Roma);
- Infermeria di Corpo di Pozzuoli, ora inserita nell'Accademia Aeronautica;
- Infermeria di Verona-Villafranca, dedicata alla predisposizione della logistica sanitaria per le operazioni all'estero (riconvertita in Infermeria di Corpo del 3 Stormo)
- Infermeria Principale di Pratica di Mare, dedicata all'evacuazione aeromedica e all'organizzazione delle Aeromedical Staging Unit per il Gruppo di Protezione Sanitaria, oltre che il trasporto dei pazienti altamente infettivi.

### Istituto di Perfezionamento e Addestramento in Medicina Aeronautica e Spaziale
L'Istituto di Perfezionamento e Addestramento in Medicina Aeronautica e Spaziale (già Scuola Militare di Sanità Aeronautica) si trova a Roma e cura la qualificazione del personale sanitario aeronautico. L’IPAMAS, intitolato dal 2018 alla memoria del tenente Francesco Paolo Remotti, ufficiale medico dell’A.M. caduto nell’eccidio di Kindu l’11 novembre 1961, è l’Ente di Forza Armata deputato alla formazione secondaria, all’addestramento e all’aggiornamento professionale in campo sanitario di tutto il personale dell’A.M. L’Istituto dipende direttamente dal Servizio Sanitario del Comando Logistico, sotto la cui egida si svolge tutta l’attività didattica. L’Ente è anche il provider unico dell’Aeronautica Militare accreditato presso l’Agenzia Nazionale per i Servizi Sanitari Regionali (Agenas) del Ministero della Salute per l’attività di Educazione Continua in Medicina (ECM). Oltre la formazione dei soccorritori militari e degli operatori di biocontenimento, l’Istituto svolge molte altre attività di formazione tra cui il corso basico di Medicina Aeronautica e Spaziale, aperto anche a sanitari civili e ad ufficiali medici di altre Forze Armate e corpi armati dello Stato; il corso è accreditato dall’ENAC e riconosciuto come prerequisito indispensabile per ottenere la qualifica di esaminatore aeromedico (AME). Esso prevede corsi regolari, inquadrati dall'ordinamento militare per gli ufficiali medici vincitori di concorso pubblico, e offre supporto formativo ai Corpi Sanitari di altre Forze Armate e istituzioni civili, quali la Croce Rossa Italiana (con un nucleo di Infermiere Volontarie dell'Aria).

### Organizzazione periferica

Stemma dell'Infermeria Principale di Roma

La capillare diffusione nei Reparti della Forza Armata di un'assistenza sanitaria puntuale agisce, è risaputo, come un moltiplicatore di forze, garantendo agli uomini e alle donne delle Forze Armate un punto di riferimento per profilassi, diagnosi e terapia capace di prolungare e mantenere quanto più possibile l'operatività di tutto il personale.
Tutti i Reparti ed Enti dell'Aeronautica Militare dipendenti dai quattro Alti Comandi nei quali è divisa la Forza Armata (Comando della Squadra Aerea, Comando Logistico, Comando Scuole, Comando 1ª Regione Aerea) dispongono di servizi sanitari dedicati, denominati Infermerie di Corpo.
A seconda delle capacità operative, le Infermerie di Corpo sono articolate in tre livelli:
- Tipo A, per le Brigate e gli Stormi operativi;
- Tipo B, per Enti, Istituti di Formazione e Scuole, Quartier Generali degli Alti Comandi;
- Tipo C, per Distaccamenti Aeroportuali, Depositi ed Enti minori.

Il Corpo Sanitario Aeronautico dispone poi, negli aeroporti sedi di reparti di volo, della figura del Medico di Stormo. Si tratta di un medico preparato in medicina aeronautica, con il compito di vigilare sull'efficienza psicofisiologica del personale navigante, mediante controlli sanitari periodici. Il suo obbiettivo è quello di prevenire rischi alla sicurezza del volo, intervenendo su insidie fisiche e psichiche spesso sottovalutate o misconosciute.

## Cronotassi Capi del Corpo
- Generale Ispettore Capo Ottavio Sarlo (6 febbraio 2009 - 19 settembre 2013)
- Gen. isp. capo CSArn Enrico Tomao (19 settembre 2013 - 15 marzo 2018)[41]
- Generale Ispettore Capo C.S.A.r.n. Domenico Abbenante (15 marzo 2018 - 18 febbraio 2021)[42]
- Generale Ispettore Giuseppe Ciniglio Appiani (18 febbraio 2021- 26 Giugno 2023)[43]
- Generale Ispettore Capo Pietro Perelli (dal 26 giugno 2023)[44]